# Троицкий Сунгур
Троицкий Сунгур — село в Новоспасском районе Ульяновской области, административный центр Троицкосунгурского сельского поселения.

## География
Между селом проходит автодорога 73К-1427.
Находится село на реке Сунгур на расстоянии примерно 17 км на север-северо-запад от районного центра поселка Новоспасское.

## История
Основано в 1615 году. Названо по реке. С постройкой деревянной церкви село стало называться Троицкое.
В 1780 году, при создании Симбирского наместничества, село Троицкое Сунгур тож, при ключе Сунгуре, пахотных солдат, помещичьих крестьян вошло в состав Канадейского уезда. С 1796 года в Сызранском уезде.
В 1859 году село Троицкий Сунгур во 2-м стане Сызранского уезда Симбирской губернии.
Новый деревянный храм был построен прихожанами в 1880 году; обнесён деревянной оградой. Престол — во имя Живоначальной Троицы. Есть деревянная усыпальница.
В 1913 году в селе было 270 дворов, 1350 жителей, старообрядческий молитвенный дом.
В 1929 году организовали первый в селе колхоз.
В 1990-е годы в селе работало СПК «Троицкое».
В 2003 году в Троицком Сунгуре построили церковь Троицы Живоначальной.
В 2014 году в селе был открыт парк Победы с красивой военной техникой и не только.
В 2018 году село Троицкий Сунгур был признан самой красивой деревней в Ульяновской области.
В 2020 году родник около церкви благоустроили, сделали купель и место для питья и набирание воды.

## Население
| 2010 |
| ---- |
| 1399 |

Население составляло: В 1913 году в селе было 270 дворов, 1350 жителей. На 1859 горд в селе в 189 дворах жило: 611 мужчин и 694 женщины. 1448 человек (русские 84 %) в 2002 году.

## Инфраструктура
Лесничество, лесхоз, завод хвойной муки, промкомбинат.

## Достопримечательности
- Мемориал войнам-ульяновцам погибшим за Отечество[11].
- Родник, святой источник[12].
- Чёрная берёза — памятник природы[13].
- Церковь Троицы Живоначальной.
- парк Победы.

## Село в филателии
- В 2010 году Министерство связи России выпустило ХМК — «Ульяновская область. Мемориал войнам-ульяновцам погибшим за Отечество (с.Троицкий Сунгур)»[14].